# 케리 엘위스
케리 엘위스(Cary Elwes, 1962년 10월 26일 ~ )는 잉글랜드의 배우이다.

## 출연 작품

### 영화
- 어나더 컨트리 (1984)
- 프랑켄슈타인의 신부 (1985)
- 레이디 제인 (1986)
- 프린세스 브라이드 (1987)
- 영광의 깃발 (1989)
- 폭풍의 질주 (1990)
- 못말리는 비행사 (1991)
- 드라큘라 (1992)
- 크러쉬 (1993)
- 못말리는 로빈 후드 (1993)
- 시한폭탄 같은 남자 (1994)
- 정글북 (1994)
- 트위스터 (1996)
- 키스 더 걸 (1997)
- 라이어 라이어 (1997)
- 크레이들 윌 락 (1999)
- 뱀파이어의 그림자 (2000)
- 캣츠 (2001)
- 쏘우 (2004)
  - 쏘우 3D (2010)
- 엘라 인챈티드 (2004)
- 에디슨 시티 (2005)
- 네오 네드 (2005)
- 팩토리 걸 (2005)
- 조지아 룰 (2007)
- 알파벳 킬러 (2008)
- 크리스마스 캐롤 (2009)
- 친구와 연인사이 (2011)
- 뉴욕의 연인들 (2011)
- 비헤이빙 배들리 (2014)
- 더 타겟 (2014)
- 찰리 되기 (2015)
- 엘비스와 대통령 (2016) - 각본 및 제작, 미출연
- 아들의 빈자리 (2017)
- 빌리어네어 보이즈 클럽 (2018) - 앤디 워홀 역
- 블랙 크리스마스 (2019)
- 더 언홀리 (2021)
- 스파이 코드명 포춘 (2023)
- 블랙베리 (2023) - 칼 얭카우스키 역
- 미션 임파서블: 데드 레코닝 (2023) - 덴링어 역
- REBEL MOON: 파트 1 불의 아이 (2023)
- The Gettysburg Address (2025 예정)

### 애니메이션 영화
- 매직 스워드 (1998)
- 붉은 돼지 (2005) - 영어 재더빙
- 고양이의 보은 (2005) - 영어 더빙
- 귀를 기울이면 (2006) - 영어 더빙
- 빌리와 용감한 녀석들 2 (2011)
- 틴틴: 유니콘호의 비밀 (2011)
- 저스티스 리그: 플래시포인트 패러독스 (2013)
- 코비: 블루 엘리펀트의 전설 (2016) - 영어 더빙
- 몬스터 왕국 (2016) - 영어 더빙

### 텔레비전
- 사인펠드 (1996)
- 엑스파일 (2001-02)
- 로앤오더: 성범죄 전담반 (2007)
- 사이크 (2009-14)
- 레버리지 (2012)
- 코스모스 (2014) - 목소리
- 라이프 인 피시즈 (2016-17)
- 워커홀릭스 (2017)
- 기묘한 이야기 (2019)
- 더 마블러스 미세스 메이즐 (2019)
- 케이티 킨 (2020)

### TV 애니메이션
- 헤라클레스 (1998)
- 배트맨 비욘드 (1999)
- 패밀리 가이 (2014-16)
- 리틀 프린세스 소피아 (2015-16)